# Tour Down Under 2011
Il Tour Down Under 2011, tredicesima edizione della corsa e valevole come prima gara dell'UCI World Tour 2011, si è svolto in sei tappe dal 18 al 23 gennaio 2011, per un percorso totale di 758 km attorno ad Adelaide, Australia, presentato il 2 luglio 2010. È stato vinto dall'australiano Cameron Meyer.
La Down Under Classic 2011 ha fatto da apertura ufficiale della corsa.

## Tappe
| Tappa  | Data       | Percorso                | km  | Vincitore di tappa | Leader cl. generale |
| ------ | ---------- | ----------------------- | --- | ------------------ | ------------------- |
| 1ª     | 18 gennaio | Mawson Lakes > Angaston | 138 | Matthew Goss       | Matthew Goss        |
| 2ª     | 19 gennaio | Tailem Bend > Mannum    | 146 | Ben Swift          | Robbie McEwen       |
| 3ª     | 20 gennaio | Unley > Stirling        | 128 | Michael Matthews   | Matthew Goss        |
| 4ª     | 21 gennaio | Norwood > Goolwa        | 124 | Cameron Meyer      | Cameron Meyer       |
| 5ª     | 22 gennaio | McLaren Vale > Willunga | 131 | Francisco Ventoso  | Cameron Meyer       |
| 6ª     | 23 gennaio | Adelaide                | 90  | Ben Swift          | Cameron Meyer       |
| Totale | Totale     | Totale                  | 758 |                    |                     |

## Squadre e corridori partecipanti
Essendo inserito tra le gare dell'UCI World Tour, tutte le squadre con licenza "UCI ProTeam" devono automaticamente parteciparvi. È stata la prima partecipazione ufficiale del neo-nata Team Leopard-Trek. Completa il quadro delle partecipanti la UniSA-Australia, squadra nazionale australiana composta da giovani corridori. Fra i favoriti per la vittoria della corsa figuravano il plurivincitore André Greipel, Mark Cavendish, Matthew Goss che aveva dimostrato un'ottima forma nelle settimane precedenti, e Tyler Farrar. Partecipano inoltre Stuart O'Grady, Michael Rogers, Simon Gerrans e Allan Davis già vincitori della corsa nelle passate edizioni.
| N.    | Cod. | Squadra                |
| ----- | ---- | ---------------------- |
| 1-7   | OLO  | Omega Pharma-Lotto     |
| 11-17 | RSH  | Team RadioShack        |
| 21-27 | THR  | HTC-Highroad           |
| 31-37 | GRM  | Team Garmin-Cervélo    |
| 41-47 | RAB  | Rabobank Cycling Team  |
| 51-57 | SKY  | Sky Procycling         |
| 61-67 | AST  | Pro Team Astana        |
| 71-77 | LEO  | Team Leopard-Trek      |
| 81-87 | QST  | Quickstep Cycling Team |
| 91-97 | KAT  | Katusha Team           |

| N.      | Cod. | Squadra             |
| ------- | ---- | ------------------- |
| 101-107 | ALM  | AG2R La Mondiale    |
| 111-117 | LAM  | Lampre-ISD          |
| 121-127 | LIQ  | Liquigas-Cannondale |
| 131-137 | BMC  | BMC Racing Team     |
| 141-147 | SAX  | Saxo Bank-Sungard   |
| 151-157 | EUS  | Euskaltel-Euskadi   |
| 161-167 | MOV  | Movistar Team       |
| 171-177 | VAC  | Vacansoleil-DCM     |
| 181-187 | UNI  | UniSA-Australia     |

## Dettagli delle tappa

### 1ª tappa
- 18 gennaio: Mawson Lakes > Angaston – 138 km

Risultati
| Pos. | Corridore     | Squadra      | Tempo    |
| ---- | ------------- | ------------ | -------- |
| 1    | Matthew Goss  | HTC-Highroad | 3h17'08" |
| 2    | André Greipel | Omega Pharma | s.t.     |
| 3    | Robbie McEwen | RadioShack   | s.t.     |

| Pos. | Corridore     | Squadra      | Tempo    |
| ---- | ------------- | ------------ | -------- |
| 1    | Matthew Goss  | HTC-Highroad | 3h16'58" |
| 2    | André Greipel | Omega Pharma | a 4"     |
| 3    | Robbie McEwen | RadioShack   | a 6"     |

Descrizione e riassunto
Il percorso vedeva 138 da Mawson Lake ad Angaston su strada abbastanza larghe e lunghe. La tappa, adatta ai velocisti presentava dopo 10 km una salita di 3 km. Nella prima tappa si assegnavano abbuoni per gli scatti intermedi e punti per la Black Top Road dove la pendenza raggiungeva, seppur minimamente il 9%. Il resto della tappa presentava un percorso da ripetere due volte ed il finale era in leggera salita.
La tappa vede scollinare per primo sul Black Top Road, Luke Roberts, corridore svincolato che corre per la Uni-SA Australia. Successivamente 5 ciclisti si lanciano all'inseguimento: Simon Clarke, Mathieu Perget, Mitchell Docker, Miguel Mínguez e Jon Izagirre. La fuga viene ripresa ad una decina di km dal traguardo e si incominciano a preparare i treni dei velocisti: Matthew Goss batte il favorito André Greipel e Robbie McEwen in volata.

### 2ª tappa
- 19 gennaio: Tailem Bend > Mannum – 146 km

Risultati
| Pos. | Corridore     | Squadra        | Tempo    |
| ---- | ------------- | -------------- | -------- |
| 1    | Ben Swift     | Sky Procycling | 3h27'44" |
| 2    | Robbie McEwen | RadioShack     | s.t.     |
| 3    | Graeme Brown  | Rabobank       | s.t.     |

| Pos. | Corridore     | Squadra        | Tempo    |
| ---- | ------------- | -------------- | -------- |
| 1    | Robbie McEwen | RadioShack     | 6h44'42" |
| 2    | Matthew Goss  | HTC-Highroad   | s.t.     |
| 3    | Ben Swift     | Sky Procycling | s.t.     |

Descrizione e riassunto
L'altimetria della frazione favorisce i velocisti anche nella seconda tappa della corsa. Nonostante buona parte della tappa presenti delle salite negli ultimi 40 km la tappa sarà quasi completamente pianeggiante favorendo il rientro dei corridori rimasti nelle retrovie. Un solo GPM il l'Old Princes Highway Dawesley Hill piazzato al 64º km; saranno due gli sprint intermedi. La differenza sostanziale con la prima tappa è la presenza di strade strette e sinuose soprattutto nel finale che potrebbe creare più di qualche problema hai velocisti che potrebbero essere rimasti troppo defilati trovandosi così impossibilitati a risalire nelle posizioni giuste.
La tappa viene animata da una lunga fuga portata avanti da Yuriy Krivtsov, David Tanner e Docker a cui si erano successivamente aggregati anche Timothy Roe, Simon Zahner e Roberts a caccia di punti per la vittoria della classifica scalatori. Roberts riesce nel suo intento conquistando punti preziosi nella classifica scalatori che rafforza il suo primato. I fuggitivi verranno ripresi solo a 3 chilometri dalla fine ma è proprio nel finale che cominciano i primi problemi: negli ultimi 3 km cadono Mark Cavendish, Matthew Goss, André Greipel che perdono la possibilità di fare la volata. A poche centinaia di metri dal traguardo altra caduta che coinvolge il treno della Garmin-Cervélo con Julian Dean, Cameron e Travis Meyer che finiscono sull'asfalto. Alla fine è Ben Swift a regolare Robbie McEwen, che diviene leader della corsa ai danni di Goss, e Graeme Brown. Tra i coinvolti nelle cadute solo Bernard Sulzberger è costretto al ritiro.

### 3ª tappa
- 20 gennaio: Unley > Stirling – 128 km

Risultati
| Pos. | Corridore        | Squadra      | Tempo    |
| ---- | ---------------- | ------------ | -------- |
| 1    | Michael Matthews | Rabobank     | 3h11'47" |
| 2    | André Greipel    | Omega Pharma | s.t.     |
| 2    | Matthew Goss     | HTC-Highroad | s.t.     |

| Pos. | Corridore     | Squadra      | Tempo    |
| ---- | ------------- | ------------ | -------- |
| 1    | Matthew Goss  | HTC-Highroad | 9h56'25" |
| 2    | André Greipel | Omega Pharma | a 2"     |
| 3    | Robbie McEwen | RadioShack   | a 4"     |

Descrizione e riassunto
La terza tappa si presenta con un percorso interessante: dopo i primi km in pianura incomincia il percorso più duro che potrebbe regalare il successo a un finisseur. Una volta superato l'unico Gran Premio della Montagna, a Bridgewater intorno all'80° chilometro, i corridori entreranno infatti nel circuito finale e potranno dunque studiare con attenzione, in occasione dei primi due passaggi, i tratti a loro più congeniali e soprattutto gli ultimi chilometri, dove la strada scende leggermente prima di risalire verso il traguardo negli ultimi 700-800 metri con pendenze fino al 7%.
Nonostante il percorso vallonato, la tappa aveva rispettato il disegno dei giorni precedenti, con una lunga fuga portata avanti da Aljaksandr Kuschynski, Luis Pasamontes, Luke Durbridge e Thomas De Gendt, ripresa dal gruppo a pochi km dal traguardo. Nel finale poi non ci sono stati allunghi degni di nota, e la tappa si è dunque decisa in volata. È stato Michael Matthews ad ottenere un grande successo davanti ai velocisti Greipel e Goss tornati a disputare sprint sui buoni livelli dopo la caduta del giorno precedente.

### 4ª tappa
- 21 gennaio: Norwood > Goolwa – 124 km

Risultati
| Pos. | Corridore       | Squadra        | Tempo    |
| ---- | --------------- | -------------- | -------- |
| 1    | Cameron Meyer   | Garmin-Cervélo | 2h57'55" |
| 2    | Thomas De Gendt | Vacansoleil    | s.t.     |
| 3    | Laurens ten Dam | Rabobank       | a 3"     |

| Pos. | Corridore       | Squadra        | Tempo     |
| ---- | --------------- | -------------- | --------- |
| 1    | Cameron Meyer   | Garmin-Cervélo | 12h54'30" |
| 2    | Laurens ten Dam | Rabobank       | a 10"     |
| 3    | Matthew Goss    | HTC-Highroad   | a 12"     |

Descrizione e riassunto
La tappa che precede quella decisiva di Willung, 124 chilometri da Nordwood a Strathalbyn, mostra infatti un finale perfetto per le ruote veloci. Se ancora una volta la parte iniziale presenta qualche asperità, utile soprattutto ai fuggitivi, ancora una volta la seconda parte si caratterizza per un costante ritorno verso altitudini inferiori, così come fu per la seconda frazione. Schema che si ripete anche per la presenza di un solo GPM, posto dopo soli 27 chilometri, mentre ci saranno due sprint intermedi, dopo 33 e 66 chilometri, probabile preda dei fuggitivi. Pericolo per le squadre dei velocisti, come fu proprio in occasione della seconda frazione, saranno le strade, sinuose e non troppo larghe che, se mal negoziate, potrebbero nuovamente creare problemi negli ultimi chilometri dove la velocità sarà resa ancora più alta dalla strada in leggera pendenza. Completamente dritti invece gli ultimi 600 metri, posti in Dawson Street, che vedranno i velocisti fare gli ultimi posizionamenti e lanciare la propria volata.
In una delle tante tappe di questo Tour Down Under che sembrava riservata ai velocisti, arriva Cameron Meyer che beffa tutti, vincendo la tappa e portandosi al comando della classifica generale. Il campione australiano a cronometro, era andato in fuga dopo 40 km di corsa con Laurens ten Dam, Matthew Wilson, Blel Kadri e Thomas De Gendt insieme a Rob Ruijgh. Il copione sembrava già scritto, con il gruppo, guidato dagli uomini HTC-Highroad del leader Matthew Goss che avrebbe chiuso sul tentativo nel finale. E invece i fuggitivi, rimasti nel finale solo in quattro in seguito al cedimento di Kadri e Ruijgh, sono riusciti a mantenere un buon vantaggio sugli inseguitori e a giocarsi la tappa. Aiutato dal bravissimo Wilson, Meyer è riuscito a vincere battendo in volata De Gendt. Il gruppo, regolato dall'ormai ex-leader Goss, è giunto dopo 24 secondi.

### 5ª tappa
- 22 gennaio: McLaren Vale > Willunga – 131 km

Risultati
| Pos. | Corridore         | Squadra       | Tempo    |
| ---- | ----------------- | ------------- | -------- |
| 1    | Francisco Ventoso | Movistar Team | 3h06'10" |
| 2    | Michael Matthews  | Rabobank      | s.t.     |
| 3    | Matthew Goss      | HTC-Highroad  | s.t.     |

| Pos. | Corridore       | Squadra        | Tempo     |
| ---- | --------------- | -------------- | --------- |
| 1    | Cameron Meyer   | Garmin-Cervélo | 16h00'40" |
| 2    | Matthew Goss    | HTC-Highroad   | a 8"      |
| 3    | Laurens ten Dam | Rabobank       | a 10"     |

Descrizione e riassunto
Come ormai da tradizione la tappa regina del Tour Down Under sarà dunque quella con l'arrivo nella cittadina di Willunga, dopo una doppia ascensione all'omonima collina. Il percorso si presenta pianeggiante nella prima parte e duro nella seconda. Il primo circuito infatti, che farà passare per tre volte i corridori sotto il traguardo mostrando loro le ben poche insidie degli ultimi cinque chilometri, è praticamente senza asperità e porterà i corridori sino a 45 km dalla conclusione, quando inizierà il secondo circuito, quello duro, che prevede il doppio GPM in cima alla Willunga Hill, 3 chilometri al 7% di pendenza media. Spazio dunque agli attaccanti che troveranno pane per i loro denti con le danze che dovrebbero probabilmente iniziare con la seconda scalata mentre nella prima si cercherà di tenere un ritmo alto per sfiancare i velocisti e le loro squadre che invece daranno presumibilmente tutto negli ultimi 20 chilometri, una volta superato il secondo GPM.
La tappa regina di Willunga è iniziata con una fuga composta da otto uomini: John Murphy, Davide Viganò, Lucas Sebastián Haedo, Ėduard Vorganov, Joan Horrach, Joost Van Leijen, Michael Hepburn e Tanel Kangert. Il gruppo però, per evitare l'errore del giorno prima, si è messo subito a lavorare, tenendo i fuggitivi sempre con un vantaggio intorno ai due minuti. Giunti ai piedi del primo passaggio del Willunga Hill, il plotone si è ricompattato e, dopo aver transitato al GPM, vinto da Luke Roberts, sempre più leader degli scalatori, c'è stato l'attacco in discesa di Lance Armstrong, l'ultimo della sua lunga carriera. L'azione del texano, cui avevano partecipato anche José Iván Gutiérrez, Luis Pasamontes, Sergej Ivanov, Iñaki Isasi, Stefan Denifl e Jurgen Van de Walle, è però stata annullata ai 30 km dal traguardo, prima dell'inizio della seconda ascesa della WIllunga Hill. Qui c'è stato un importante attacco di Richie Porte, Ben Hermans e Jack Bobridge, che ha costretto il gruppo ad un forte inseguimento che ha lasciato davanti solamente 20 unità. Dopo un attacco a vuoto di Jon Izagirre, c'è stata la volata, con Francisco Ventoso che ha sfruttato la sua esperienza per gestire al meglio la volata in leggera salita e battere il giovane Matthews e Goss.

### 6ª tappa
- 23 gennaio: Circuito di Adelaide – 90 km

Risultati
| Pos. | Corridore      | Squadra        | Tempo    |
| ---- | -------------- | -------------- | -------- |
| 1    | Ben Swift      | Sky Procycling | 1h53'47" |
| 2    | Greg Henderson | Sky Procycling | s.t.     |
| 3    | Matthew Goss   | HTC-Highroad   | s.t.     |

| Pos. | Corridore     | Squadra        | Tempo     |
| ---- | ------------- | -------------- | --------- |
| 1    | Cameron Meyer | Garmin-Cervélo | 17h54'27" |
| 2    | Matthew Goss  | HTC-Highroad   | a 2"      |
| 3    | Ben Swift     | Sky Procycling | a 8"      |

Descrizione e riassunto
Il percorso interamente pianeggiante che vedrà i corridori affrontare 20 volte il percorso di 4,5 chilometri intorno all'Elder Park per un totale di 90 km nelle strade di Adelaide. In questa passerella finale si decideranno dunque tutte le maglie, da quella di scalatore - con i due GPM posti al decimo e quindicesimo da conquistare su di una salita poco più impegnativa di un cavalcavia - a quella di leader, visti gli abbuoni al traguardo che potrebbero permettere a Matthew Goss e Michael Matthews di scalzare il leader attuale, il connazionale Cameron Meyer. Le lunghe e larghe strade piane della città australiana dovrebbero permettere alle formazioni di scongiurare qualsiasi pericolo proveniente dagli attaccanti di giornata permettendo ai velocisti di giocarsi, come previsto, la tappa e la corsa.
La tappa, con arrivo per velocisti, è stata vinta dal giovane inglese Ben Swift che ha preceduto in volata il suo compagno di squadra Greg Henderson. Nulla da fare per Goss che è arrivato terzo, anche a causa dell'incertezza nel pilotare il capitano da parte del treno HTC-Highroad, vedendo così sfumare il sogno di vincere il Tour Down Under per due soli secondi di ritardo mentre il vincitore odierno è salito sul gradino più basso del podio.

## Evoluzione delle classifiche
| Tappa              | Vincitore          | Classifica generale Maglia ocra | Classifica scalatori Maglia King of the Mountain | Classifica sprint Maglia Sprint | Classifica giovani Maglia Young rider's | Classifica squadre Maglia Winning team | Corridore più aggressivo Maglia Most aggressive rider's |
| ------------------ | ------------------ | ------------------------------- | ------------------------------------------------ | ------------------------------- | --------------------------------------- | -------------------------------------- | ------------------------------------------------------- |
| 1ª                 | Matthew Goss       | Matthew Goss                    | Luke Roberts                                     | Matthew Goss                    | Matthew Goss                            | Sky Procycling                         | Simon Clarke                                            |
| 2ª                 | Ben Swift          | Robbie McEwen                   | Luke Roberts                                     | Mitchell Docker                 | Matthew Goss                            | Sky Procycling                         | Jurij Krivcov                                           |
| 3ª                 | Michael Matthews   | Matthew Goss                    | Luke Roberts                                     | Matthew Goss                    | Matthew Goss                            | Sky Procycling                         | Luke Durbridge                                          |
| 4ª                 | Cameron Meyer      | Cameron Meyer                   | Luke Roberts                                     | Thomas De Gendt                 | Cameron Meyer                           | Team Garmin-Cervélo                    | Thomas De Gendt                                         |
| 5ª                 | Francisco Ventoso  | Cameron Meyer                   | Luke Roberts                                     | Matthew Goss                    | Cameron Meyer                           | Movistar Team                          | Richie Porte                                            |
| 6ª                 | Ben Swift          | Cameron Meyer                   | Luke Roberts                                     | Matthew Goss                    | Cameron Meyer                           | Movistar Team                          | Stuart O'Grady                                          |
| Classifiche finali | Classifiche finali | Cameron Meyer                   | Luke Roberts                                     | Matthew Goss                    | Cameron Meyer                           | Movistar Team                          | –                                                       |

## Classifiche finali

### Classifica generale
| Pos. | Corridore         | Squadra         | Tempo     |
| ---- | ----------------- | --------------- | --------- |
| 1    | Cameron Meyer     | Garmin-Cervélo  | 17h54'27" |
| 2    | Matthew Goss      | HTC-Highroad    | a 2"      |
| 3    | Ben Swift         | Sky Procycling  | a 8"      |
| 4    | Michael Matthews  | Rabobank        | a 9"      |
| 5    | Laurens ten Dam   | Rabobank        | a 10"     |
| 6    | Francisco Ventoso | Movistar Team   | a 17"     |
| 7    | André Greipel     | Omega Pharma    | a 26"     |
| 8    | Blel Kadri        | AG2R La Mond.   | s.t.      |
| 9    | Allan Davis       | Astana          | a 27"     |
| 10   | Luke Roberts      | UniSA-Australia | a 28"     |

### Classifica sprint
| Pos. | Corridore        | Squadra        | Punti |
| ---- | ---------------- | -------------- | ----- |
| 1    | Matthew Goss     | HTC-Highroad   | 28    |
| 2    | Michael Matthews | Rabobank       | 20    |
| 3    | Thomas De Gendt  | Vacansoleil    | 20    |
| 4    | Ben Swift        | Sky Procycling | 16    |
| 5    | Robbie McEwen    | RadioShack     | 16    |

### Classifica scalatori
| Pos. | Corridore       | Squadra         | Punti |
| ---- | --------------- | --------------- | ----- |
| 1    | Luke Roberts    | UniSA-Australia | 60    |
| 2    | Ben Hermans     | RadioShack      | 36    |
| 3    | Mitchell Docker | UniSA-Australia | 32    |
| 4    | David Tanner    | Saxo Bank       | 22    |
| 5    | Richie Porte    | Saxo Bank       | 18    |

### Classifica miglior giovane
| Pos. | Corridore        | Squadra        | Tempo     |
| ---- | ---------------- | -------------- | --------- |
| 1    | Cameron Meyer    | Garmin-Cervélo | 17h54'27" |
| 2    | Matthew Goss     | HTC-Highroad   | a 2"      |
| 3    | Ben Swift        | Sky Procycling | a 8"      |
| 4    | Michael Matthews | Rabobank       | a 9"      |
| 5    | Blel Kadri       | AG2R La Mond.  | a 26"     |

### Classifica squadre
| Pos. | Squadra                | Tempo     |
| ---- | ---------------------- | --------- |
| 1    | Movistar Team          | 53h44'56" |
| 2    | Vacansoleil-DCM        | a 8"      |
| 3    | AG2R La Mondiale       | a 25"     |
| 4    | Team Garmin-Cervélo    | a 27"     |
| 5    | Quickstep Cycling Team | a 56"     |

## Punteggi UCI
| Pos. | Corridore          | Squadra        | Punti |
| ---- | ------------------ | -------------- | ----- |
| 1    | Cameron Meyer      | Garmin-Cervélo | 106   |
| 2    | Matthew Goss       | HTC-Highroad   | 93    |
| 3    | Ben Swift          | Sky Procycling | 82    |
| 4    | Michael Matthews   | Rabobank       | 70    |
| 5    | Laurens ten Dam    | Rabobank       | 52    |
| 6    | Francisco Ventoso  | Movistar Team  | 46    |
| 7    | André Greipel      | Omega Pharma   | 38    |
| 8    | Blel Kadri         | AG2R La Mond.  | 20    |
| 9    | Allan Davis        | Astana         | 10    |
| 10   | Robbie McEwen      | Katusha Team   | 7     |
| 11   | Thomas De Gendt    | Vacansoleil    | 4     |
| 12   | Greg Henderson     | Sky Procycling | 4     |
| 13   | Graeme Brown       | Rabobank       | 2     |
| 14   | José Joaquín Rojas | Movistar Team  | 1     |
| 15   | Romain Feillu      | Vacansoleil    | 1     |
| 16   | Jürgen Roelandts   | Omega Pharma   | 1     |
| 17   | Elia Viviani       | Liquigas       | 1     |
| 18   | Matthew Wilson     | Garmin-Cervélo | 1     |
| 19   | Juan José Haedo    | Saxo Bank      | 1     |
| 20   | Chris Sutton       | Sky Procycling | 1     |
| 21   | Simon Gerrans      | Sky Procycling | 1     |

| Pos. | Squadra               | Punti |
| ---- | --------------------- | ----- |
| 1    | Rabobank Cycling Team | 124   |
| 2    | Team Garmin-Cervélo   | 107   |
| 3    | HTC-Highroad          | 93    |
| 4    | Sky Procycling        | 88    |
| 5    | Movistar Team         | 47    |
| 6    | Omega Pharma-Lotto    | 39    |
| 7    | AG2R La Mondiale      | 20    |
| 8    | Pro Team Astana       | 10    |
| 9    | Team RadioShack       | 7     |
| 10   | Vacansoleil-DCM       | 5     |
| 11   | Liquigas-Cannondale   | 1     |
| 12   | Saxo Bank-Sungard     | 1     |

| Pos. | Squadra       | Punti |
| ---- | ------------- | ----- |
| 1    | Australia     | 286   |
| 2    | Regno Unito   | 82    |
| 3    | Paesi Bassi   | 52    |
| 4    | Spagna        | 47    |
| 5    | Germania      | 38    |
| 6    | Francia       | 21    |
| 7    | Belgio        | 5     |
| 8    | Nuova Zelanda | 4     |
| 9    | Italia        | 1     |
| 10   | Argentina     | 1     |